# استیفن مامفورد
استیفن دین مامفورد (به انگلیسی: Stephen Dean Mumford؛ زاده ۳۱ ژوئیه ۱۹۶۵) فیلسوف بریتانیایی است که در حال حاضر رئیس گروه و استاد متافیزیک در گروه فلسفه دانشگاه دورام است. مامفورد بیش‌تر به‌خاطر کارش در متافیزیک در مورد احکام و قوانین شناخته‌شده‌است، اما در فلسفه ورزش نیز مشارکت داشته‌است.

## زندگی
مامفورد در ویکفیلد، یورک‌شر غربی به‌دنیا آمد. اولین مدرک تحصیلی خود را با مطالعه فلسفه و تاریخ ایده‌ها با سیاست در پلی تکنیک هادرزفیلد (در حال حاضر دانشگاه هادرسفیلد) دریافت کرد. پس از هادرسفیلد، مامفورد به دانشگاه لیدز رفت تا مدرک کارشناسی ارشد خود را در فلسفه ذهن بگذراند. در لیدزبا رابین لو پویدوین آشنا شد که قرار بود استاد راهنمای دکترای او شود. مامفورد در سال ۱۹۹۴ دکترای خود را به‌خاطر ارائه پایان‌نامه خود با عنوان «تمایلات و کاهش‌گرایی» دریافت کرد و یک دوره سخن‌رانی دو ساله در لیدز دریافت کرد. مامفورد در سال ۱۹۹۵ لیدز را به مقصد دانشگاه ناتینگهام ترک کرد و تا سال ۲۰۱۶ در آن‌جا کار کرد. در ناتینگهام، به‌عنوان رئیس دانشکده هنر (۱۵–۲۰۱۱)، رئیس دانشکده علوم انسانی (۱۱–۲۰۰۹)، و رئیس گروه فلسفه (۷–۲۰۰۴) خدمت کرد.
مامفورد نویسنده چهار کتاب است: تمایلات (۱۹۹۸)، قوانین در طبیعت (۲۰۰۴)، دیوید آرمسترانگ (۲۰۰۷)، و تماشای ورزش: زیبایی‌شناسی، اخلاق و احساسات (۲۰۱۱). او همچنین دو کتاب را ویرایش کرده‌است: راسل در متافیزیک (۲۰۰۳) و قدرت‌های جورج مولنار: مطالعه‌ای در متافیزیک (۲۰۰۳). اخیراً، مامفورد با همکاری رانی لیل آنجم، کتاب «دریافت علل از قدرت‌ها» (۲۰۱۱) را نوشت.

## متافیزیک علم
مامفورد رهبر پروژه دانشگاه ناتینگهام در شورای پژوهشی هنر و علوم انسانی (AHRC)، پروژه تحقیقاتی سه ساله در متافیزیک علم بود. مامفورد در کنار الکساندر برد (از دانشگاه بریستول) و هلن بیبی (از دانشگاه بیرمنگام) در این پروژه با تمرکز بر روی «علل، قوانین، انواع، و منش» کار کرد. این پروژه با چکیده زیر شرح داده شد:
ما به‌طور طبیعی فکر می‌کنیم که آنچه در جهان اتفاق می‌افتد توسط قوانین طبیعت اداره می‌شود. ما همچنین فکر می‌کنیم که رویدادها به‌طور علّی با رویدادهای دیگر مرتبط هستند، که اشیاء به‌طور طبیعی به انواع (مثلاً انواع فیزیکی، شیمیایی و بیولوژیکی) طبقه‌بندی می‌شوند، و حداقل برخی از انواع طبیعی دارای ویژگی‌های متمایزی هستند (مثلاً وضعیت NaCl برای حل شدن در آب). این پروژه بررسی کرد که چگونه، یا این‌که آیا، همه این مفاهیم متمایز (قانون، علت، نوع طبیعی، منش) می‌توانند در یک جهان‌بینی منسجم و یکپارچه با هم تطبیق داده شوند یا خیر. به عنوان مثال، آیا دو واقعه مرتبط علّی باید به گونه‌ای باشند که از انواعی باشند که به‌طور قانونی به هم مرتبط هستند؟ آیا آن انواع باید از انواع طبیعی باشند؟ آیا انواع طبیعی با این واقعیت که اعضای انواع مختلف تمایل دارند به شیوه‌های مختلف رفتار کنند، از یکدیگر متمایز می‌شوند؟